# واين إدواردز
واين إدواردز (بالإنجليزية: Wayne Edwards)‏ هو سائق سباق أمريكي، ولد في 23 يونيو 1967 في شيفاردزفيل في الولايات المتحدة.

## وصلات خارجية
- واين إدواردز على موقع Racing-Reference.info (الإنجليزية)